# The Bible Story of Christmas
The Bible Story of Christmas (Narrated by Bing Crosby) – album studyjny wydany w 1957 roku, w którym Bing Crosby opowiada świąteczną historię według Ewangelii św. Łukasza (rozdział drugi) z chórem Bonaventure śpiewającym hymny bożonarodzeniowe przeplatające się z narracją Crosby’ego.
Album został wydany ponownie na płytę winylową, a także na płytę CD w 2017 roku.

## Lista utworów

### strona 1
| 1. | „Behold a Virgin Bearing Him”  | 2:41  |
|    |                                |       |
| 2. | „Silent Night”                 | 3:42  |
|    |                                |       |
| 3. | „The First Nowell”             | 2:39  |
|    |                                |       |
| 4. | „A Child Is Born in Bethlehem” | 2:54  |
|    |                                |       |
|    |                                | 11:56 |
|    |                                |       |

### strona 2
| 1. | „Angels We Have Heard on High” | 2:41  |
|    |                                |       |
| 2. | „O Come, Little Children”      | 3:19  |
|    |                                |       |
| 3. | „Welcome, Son of Mary”         | 3:44  |
|    |                                |       |
| 4. | „O Come, All Ye Faithful”      | 3:48  |
|    |                                |       |
|    |                                | 13:32 |
|    |                                |       |